# Oar oppressa
Oar oppressa är en fjärilsart som beskrevs av Walker 1870. Oar oppressa ingår i släktet Oar och familjen mätare. Inga underarter finns listade i Catalogue of Life.